# معركة سد الموصل
معركة سد الموصل هي معركة دارت بين مسلحي تنظيم الدولة الإسلامية في العراق والشام (داعش) وقوات البشمركة الكردية، بدعم من القوات العراقية والغارات الجوية للتحالف الدولي بقيادة الولايات المتحدة في أغسطس 2014.

## خلفية
استولى مقاتلو داعش على سد الموصل في 7 أغسطس 2014، بعد انسحاب القوات الكردية من المنطقة، وبعد سلسلة من المعارك في المنطقة، توقع بعض المسؤولين الأمريكيين إنهيار السد، وهو مصدر قلق، لأنه قد يطلق 20 متر (66 قدم) موجة مياه في حالة تدميره، والذي سيهدد البلدات والمدن القريبة من المصب. وفي أعقاب شنت القوات الكردية والقوات العراقية والقوات الجوية الأمريكية هجومًا مضادًا لاستعادة السد.

## الأحداث
وفي 16 أغسطس، شنت القوات الجوية الأمريكية غارات جوية على مواقع داعش بالقرب من السد، ودمرت بعض معداتهم. كما شنت القوات الكردية هجمات ضد داعش في نفس اليوم، حيث قصفت مواقعاً بالقرب من السد، وفتحت إمكانية شن هجوم بري، وصرح القائد الكردي اللواء عبد الرحمن كوريني لوكالة فرانس برس ان قوات البشمركة استولت على الجانب الشرقي من السد و "ما زالت تتقدم".
وصرحت منظمة روداو الإخبارية إن الضربات الجوية كانت "أعنف قصف أمريكي لمواقع داعش منذ بدء الضربات الجوية"، وقُتل ما لا يقل عن 11 من مقاتلي داعش في الغارات الجوية.
في 17 أغسطس / آب، استمر القتال، وقال مسؤولون أكراد إن قوات البشمركة استولت على ثلاث بلدات بالقرب من السد، ونفذ التحالف بقيادة الولايات المتحدة حتى ذلك اليوم تسع غارات جوية ودمر أو أتلف أربع ناقلات جند مدرعة وسبع مركبات مسلحة وسيارتين هامفي وعربة مدرعة، وحاول مسلحو داعش إبطاء القوات الكردية بالالغام والعبوات المتفجرة.
وفي 18 أغسطس / آب، صرحت القوات العراقية والكردية إنها سيطرت بالكامل على السد. كما أكد الرئيس الأمريكي السابق، باراك أوباما، أن سد الموصل هو تحت السيطرة الكردية والعراقية بالكامل، وقال أيضا إن التحرك لاستعادة سد الموصل كان "خطوة كبيرة إلى الأمام" في الاستراتيجية طويلة الأمد لهزيمة المسلحين، وأفاد صحفيون في المنطقة أن القتال لم ينته بشكل كامل.
وفي 19 آب، انتهت المعركة بشكل كامل بانتصار عراقي، حيث قال مراسل بي بي سي، جيم موير، الذي زار السد، إنه "عاد في أيد أمينة" وبدا سليمًا.

## أنظر أيضا
- هجوم سد تشرين
- معركة الموصل (2016–2017)
- معركة الطبقة (2017)